# Моларе
Мола̀ре (на италиански: Molare; на пиемонтски: Morele, Мореле, на местен диалект: Morere, Морере) е село и община в Северна Италия, провинция Алесандрия, регион Пиемонт. Разположено е на 226 m надморска височина. Населението на общината е 2255 души (към 2010 г.).